# Pedro Fermín Cevallos
Pedro Fermín Cevallos Villacreses (Ambato, 7 de julio de 1812-Quito, 21 de mayo de 1893), fue un abogado, político, escritor e historiador ecuatoriano.

## Breve reseña de su vida y obra
Hijo de los próceres de la Independencia de Ambato, Miguel Cevallos y Micaela Villacreses de Lara. Hizo sus estudios primarios en Ambato, los secundarios de Humanidades y Filosofía en Quito, en donde se recibió como doctor en Jurisprudencia. En esta ciudad, fue testigo de las tropelías cometidas por los soldados colombianos en 1825 y 1826. En 1830, suscribió conjuntamente el Acta de Separación de la Gran Colombia. En 1847, fue elegido Diputado por Pichincha, en 1852 fue designado por el presidente José María Urbina como Fiscal de la Corte Superior de Justicia de Guayaquil, de regreso en Quito, escribió varias obras, dejando ver sus dotes literarias y de historiador, en 1861 concurrió como senador al Congreso, en 1871 fue elegido primer presidente de la Academia Ecuatoriana de la Lengua, ocupó también varios cargos en la administración privada, retirándose paulatinamente de sus actividades por efectos de una ceguera. Tras una corta enfermedad falleció en Quito el 21 de mayo de 1893, a la edad de 80 años.
Uno de los cantones de la provincia de Tungurahua lleva su nombre, mientras que su capital Ambato, lo recuerda con la principal avenida del centro, así como con el tradicional Parque Cevallos, en el cual se erige un monumento en su honor.

### Resumen de la Historia del Ecuador

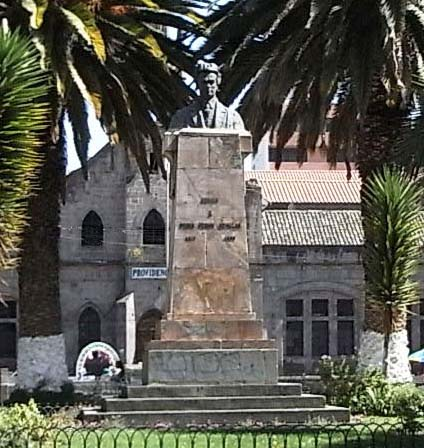
Monumento a Pedro Fermín Cevallos, en el Parque Cevallos de Ambato.

Fue su obra principal (su título completo es "Resumen de la Historia del Ecuador desde su origen hasta 1845" ). Es por este libro por lo que es recordado hasta el presente ya que conformó la primera historia escrita desde el nacimiento de la república y sirve de puente entre la obra de Juan de Velasco y la de Federico González Suárez. Se divide en seis tomos en los que trata sobre las culturas prehispánicas, la conquista Inca y la conquista española en el primero, los siglos XVII y XVIII en el segundo tomo, hasta la expulsión de los jesuitas, los procesos de independencia desde los precursores hasta la guerra en el tercero, el nacimiento de la república en el cuarto tomo, los primeros quince años del país en el quinto y termina con un capítulo dedicado a una lista de ecuatorianos ilustres a los que considera Juan de Velasco, Juan Bautista Aguirre, Antonio de Alcedo y Pedro Vicente Maldonado. Es una obra que se enfoca mucho en los procesos de la independencia desde el punto de vista conservador del siglo XIX. No desarrolla mucho la vida durante los dos siglos principales de la Real Audiencia de Quito y más bien enfatiza el pasado cercano a esa época con el fin de dar sentido a los sucesos históricos que se estaba viviendo durante esos años.
Fue Cevallos junto a Juan León Mera dos de los autores claves dentro del proyecto conservador de formación de un nuevo estado que se implantó en ese país desde la presidencia de Gabriel García Moreno. Cevallos, quien en su juventud se identificó con el liberalismo, poco a poco se fue convenciendo de la verdad e importancia de la religión y terminó su vida alineado al partido conservador. Por esta razón se opuso a la obra de Juan Montalvo y fue crítico con sus primeros artículos en los periódicos.

### Instituciones de Derecho Práctico Ecuatoriano
Este libro completa el perfil de Cevallos como jurista y al igual que su historia, es el primero en su tipo que se escribió en ese país. Su objetivo era ofrecer una obra que abrazando todas las disposiciones de las leyes orgánicas de ese momento también logre armonizar lo que se establecía en el Código Civil. Es importante recordar que este código fue adaptado de acuerdo al trabajo realizado por Andrés Bello, algo que sucedió en varios países de Sudamérica. Quería crear una guía única de referencia para los estudiantes y practicantes de derecho que consolide todo lo existente hasta ese momento ya que por la dispersión de la información se creaba incertidumbre de si se estaba tomando en cuenta todo el reglamento vigente.

## Legado

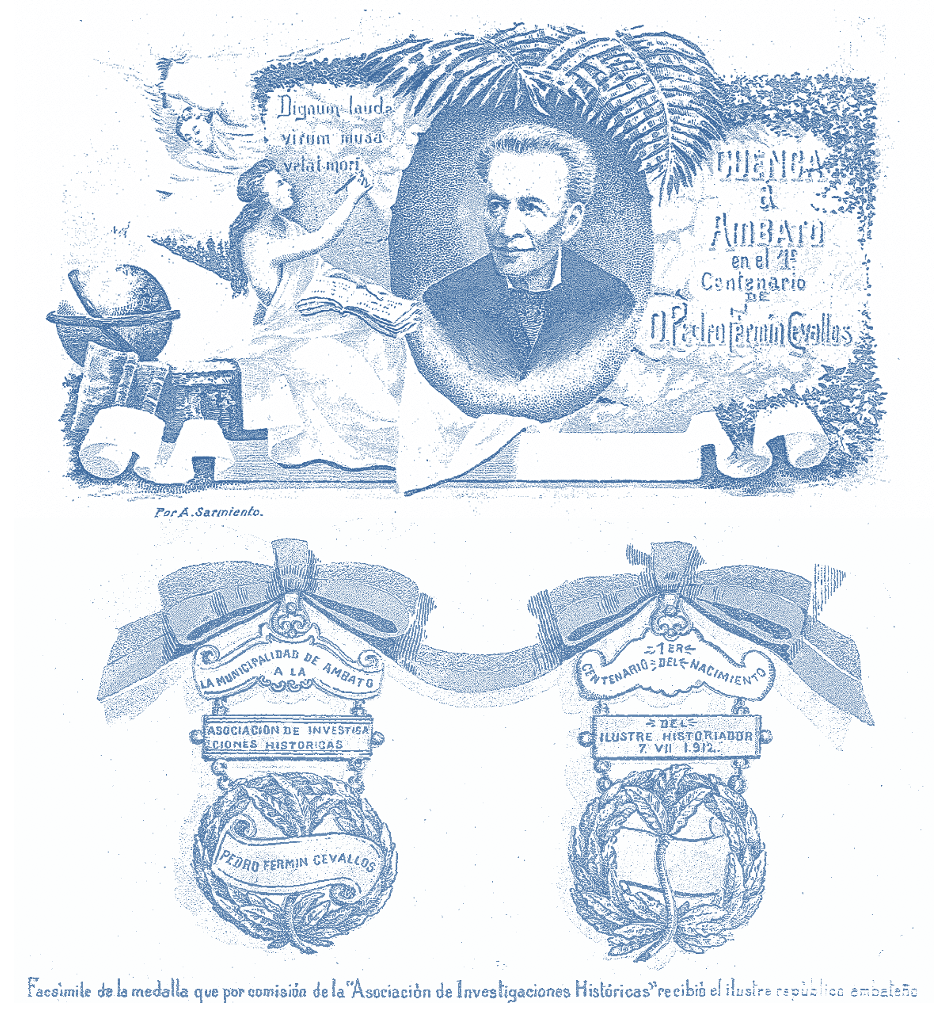
Homenaje a Pedro Fermín Cevallos en su centenario celebrado en la ciudad de Cuenca con un discurso de Remigio Crespo Toral

Durante la segunda mitad del siglo XIX, la ciudad de Ambato fue cuna de muchos hombres ilustres que cambiaron la historia de ese país de forma importante. Junto a Cevallos se encuentran Juan León Mera quien fundó la Academia de la Lengua en Ecuador, Juan Montalvo que fue uno de los escritores más destacados de ese siglo, Pablo Herrera, quien fuera uno de los historiadores y anticuarios más reconocidos por su erudición sobre los escritos teológicos durante la Real Audiencia. Por último, Juan Benigno Vela quien sería un destacado político a pesar de las adversidades contra las que tuvo que luchar. El rol de Cevallos en este grupo fue sobre todo institucional, gracias a sus contribuciones al derecho, sus escritos sobre la democracia, su trabajo sobre la lengua y especialmente por su Historia del Ecuador.

A su honor se dedicó un número de la Biblioteca Ecuatoriana Mínima en el siglo XX con un resumen seleccionado de su Historia del Ecuador, y un estudio introductorio de su figura donde se revela la conexión entre su vida política y sus estudios académicos en historia y derecho resumidos en la siguiente frase:
Lo interesante es saber que Cevallos optó por los estudios de la historia, incitado por su actuación de personaje político que trataba de llegar a la comprensión de los problemas del país, para resolverlos de acuerdo con el espíritu de la República y la tradición de sus habitantes
Su interés por la historia se enfocaba en entender las tradiciones de los habitantes, lo que a su vez se relacionaba con el derecho, que fue el tema de su otro gran libro. Fue un autor que se esforzó por mejorar la institucionalidad de un país naciente, con mucha inestabilidad política y poco respeto por leyes que muchas veces no armonizaban con las costumbres imperantes y eran una adaptación de leyes de distintos países.

## Publicaciones
Entre sus obras destacan:
- Le Fígaro (1854).
- El Filántropo (1854).
- La Democracia (1855).
- El Iris (1862).
- Breve catálogo de errores en orden a la lengua y lenguaje castellanos (1862).
- Nociones de Historia Natural (1864).
- Instituciones de Derecho Práctico Ecuatoriano (1862).
- Resumen de la Historia del Ecuador desde su origen hasta 1845 (1870), editada en seis tomos.